# Eurytoma pissodis
Eurytoma pissodis är en stekelart som beskrevs av Girault 1917. Eurytoma pissodis ingår i släktet Eurytoma och familjen kragglanssteklar. Inga underarter finns listade i Catalogue of Life.